# Ionis (Schiff)
Die Ionis ist ein 1977 in Dienst gestelltes Fährschiff der griechischen Reederei Leve Ferries. Das Schiff wird seit 2017 auf der Strecke von Piräus über Gythio nach Kythira und Kastelli eingesetzt.

## Geschichte
Die Ionis entstand unter der Baunummer 66 bei Savvas Shipyard S.A. in Elefsina und wurde im August 1977 an Eptanissiaki A.E. Thalassion abgeliefert. Die Indienststellung erfolgte im selben Monat auf der Strecke zwischen Patras, Zakynthos, Sami (Kefalonia) und Brindisi.
Nach acht Jahren im Dienst wurde 1985 Elliniki Aktoploia neuer Eigner des Schiffes. Heimathafen blieb weiterhin Patras, jedoch lief die Ionis fortan Sami, Ithaka, Paxos und Korfu an. Nach einem erneuten Besitzerwechsel zur Seven Islands Lines im Jahr 1990 wurde Brindisi wieder zum Zielhafen des Schiffes.
Zwischen 1991 und 1993 lag die Ionis beschäftigungslos in Durrës, ehe sie vom griechischen Reeder D. Tyrogalas gekauft und umgebaut wurde. Dieser setzte sie ab 1994 von Kyllini nach Zakynthos und ab 1998 nach Argostoli ein. 1999 kam das Schiff zwischen den Kykladen in Fahrt.
Seit 2000 wurde die Ionis von der Strintzis Lines gechartert und zwischen Kyllini, Poros auf Kefalonia und Argostoli eingesetzt. Auf dieser Strecke verblieb das Schiff bis Juni 2012, anschließend lag es beschäftigungslos in Zakynthos. Im Januar 2013 ging die Ionis an Ionian Ferries, die sie für den Dienst von Patras über Kefalonia nach Ithaka nutzten.
Seit Januar 2016 ist Leve Ferries Eigentümer des Schiffes, das seitdem zwischen Piräus und Ägina im Einsatz stand. Vom 27. Oktober 2017 an übernahm die Ionis die Route von Piräus über Gythio nach Kythira und Kastelli (Kreta).